# M8 (Ryssland)
M8 (Magistrale 8; "Cholmogory"), även känd som Jaroslavlvägen, är en väg (delvis motorväg) i Ryssland. M8 börjar vid Moskva och går norrut mot Jaroslavl och vidare ända upp till Archangelsk vid Vita havet. Vägen är en del av E115.
Den totala längden av M8 är 1 271 km, det är dock bara vägens första sträcka Moskva-Sergijev Posad, 84 km, samt sträckan Sjopsja-Jaroslavl, 30 km, som är riktig motorväg.